# Anedjib
Anedjib, auch Adjib, (eigentlich Hor-anedj-ib oder Hor-adj-ib) ist der Horusname eines altägyptischen Königs (Pharaos) der 1. Dynastie (Frühdynastische Periode), welcher um 2910/2890 v. Chr. regierte und sich wie seine Vorgänger um Neuerungen während seiner Amtszeit bemühte.
Die genaue Dauer seiner Herrschaft ist unbekannt. Im Königspapyrus Turin werden ihm 74 Jahre bescheinigt, in den manethonischen Überlieferungen sind 20, beziehungsweise 26 Regierungsjahre vermerkt. Die Ägyptologie beurteilt beide Angaben bislang als Übertreibungen oder Fehldeutung der Originalquellen. Auswertungen und Rekonstruktionen des Annalensteins lassen eine Schätzung von etwa zehn Regierungsjahren zu.

## Herkunft und Familie
Allgemein wird angenommen, dass Anedjib ein Sohn seines Vorgängers Den gewesen ist. Verheiratet war er vielleicht mit Batiires, die auf dem Kairostein als Mutter des Nachfolgers Semerchet und damit als mögliche Gemahlin von Anedjib angegeben wird. Über Nachkommen wird nichts Konkretes überliefert, allgemein wird Qaa als ein Sohn vermutet.

## Regierung

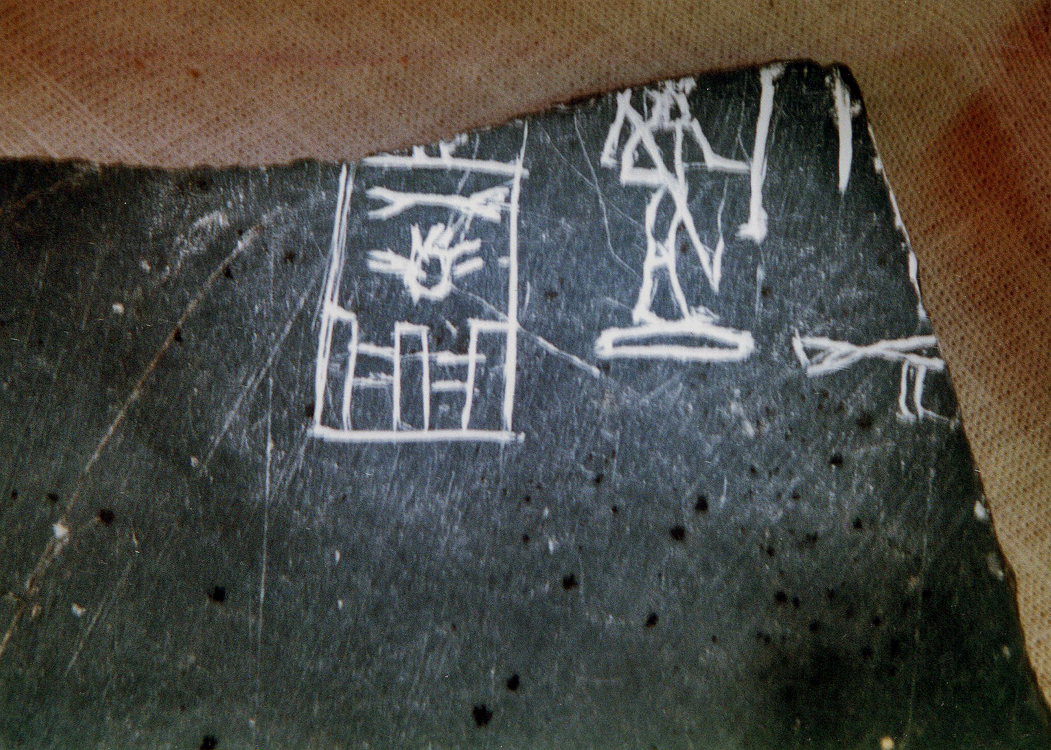
Schieferfragment mit der Darstellung einer Königsstatue, links der Name des Anedjib.

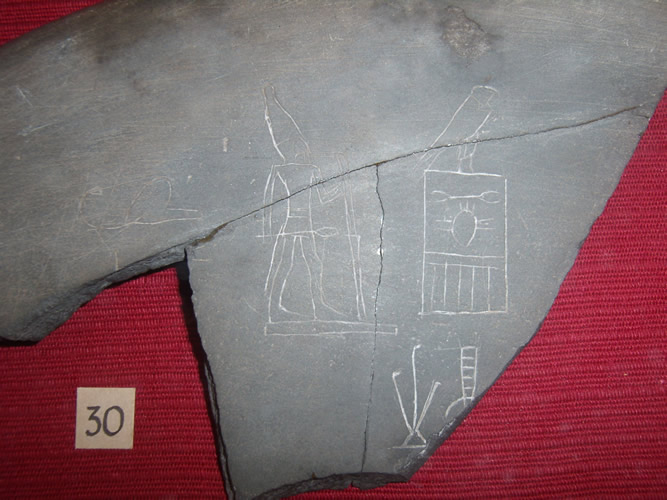
Schieferfragment mit der Darstellung einer Königsstatue, rechts der Name des Anedjib

Anedjib ergänzte den von Den in Verbindung der Doppelkrone neu eingeführten Thronnamen mit dem weiteren Epitheton „die beiden Herren“ (Nebui). Der Zusatztitel, der die beiden Gottheiten Horus und Seth jeweils mit einer Falkenstandarte darstellte, symbolisierte die damaligen Regionen der roten sowie der weißen Krone, die später für Unter- und Oberägypten stehen sollten. Mit Aneignung des Nebui-Titels verfügte der König hinsichtlich seines Herrscheramtes über die wichtige göttliche Legitimation durch die beiden Gottheiten.
Gegen Ende seiner Regierung vermerkte Anedjib den „ersten Lauf des Apis-Stieres“ als Festakt. Die Durchführung vom Horusgeleit in Verbindung einer regelmäßig-zweijährigen Steuererhebung kann allerdings erst bei Anedjibs Nachfolgern festgestellt werden.
Über die politischen Verhältnisse zu Anedjibs Zeiten gibt es nur wenige Informationen. Zwar gibt es Steingefäße, auf denen ein erstes und sogar ein zweites Sedfest (heb-sed) vermerkt sind, doch haben neueste Untersuchungen ergeben, dass sämtliche Gefäße ursprünglich seinem Vorgänger, König Den, gehört hatten. Ägyptologen vermuten, dass Anedjib bereits hochbetagt war, als er den Thron bestieg. Um sich dennoch als Thronerbe und Nachfolgekönig zu legitimieren, verlegte Anedjib die Begehung des Sedfestes in die des Sokar-Festes im sechsten Regierungsjahr. Wolfgang Helck weist ergänzend auf die Merkwürdigkeit hin, dass sich bei allen Hebsed-Darstellungen die Eintragung Qesen, zu deutsch „Unheil“, nachweisen lässt, die den Thronstieg des Hebsed-Pavillons ausfüllt. Ähnlich wie Peter Kaplony vermutet Helck Krankheit oder ein landesinternes Unglück als Beweggrund, warum das Hebsedfest für Anedjib vorverlagert wurde. Umso mehr sieht sich die Ägyptologie darin bestätigt, dass Anedjib nicht besonders lange geherrscht haben mag.
Während der Herrschaft von Anedjib wurden ungewöhnlich viele Kult-Statuen in Auftrag gegeben. Sechs verschiedene Steingefäße weisen die unverkennbare Darstellungen von Standstatuen auf, die den König mit unterschiedlichen Insignien zeigen.
In die Regierungszeit des Anedjib fallen außerdem die Gründung der neuen Götterfestung Hor-nebu-chet („Horus, Goldener der Götterschaft“) und der neuen königlichen Residenz Hor-seba-chet („Horus, Stern der Götterschaft“). In Memphis baute er einen neuen Palast Hut-sa-cha-Hor („Schutz um(gibt) Horus“), der noch in der memphitischen Periode der 2. Dynastie bestand.

Plan der Grabanlage

## Grab
Das Grabmal des Anedjib liegt in Umm el-Qaab bei Abydos unter der Bezeichnung Tomb X. Es ist das kleinste aller abydenischen Königsgräber und misst etwa 16,4 m × 9,0 m. Die Anlage, die von 64 Nebengräbern umgeben ist, besteht aus einem Grabraum, der lediglich durch eine Querwand getrennt wird. Von Osten her führt eine Treppe in die Grabkammer.
Neben den Gräbern von Abydos datiert man weitere Grabanlagen von Sakkara in die Zeit des Anedjib, hier die Nummern S 3507 (Ser Inpu) und S 3038 (Nebitka).